# Список потерь Ми-8 и его модификаций (2004 год)
Список потерянных Ми-8 всех модификаций (включая Ми-9, -14, -17, -18, -19, -171 и -172) составлен по данным из открытых источников и учитывает только авиационные происшествия или воздействие внешних сил, приведшие к утрате вертолёта или его списанию вследствие полученных повреждений.
Список не полный и не окончательный.

## Список аварий и катастроф
| № п/п | Дата     | Модификация / Бортовой номер | Место                                             | Жертвы / На борту | Краткое описание |
| ----- | -------- | ---------------------------- | ------------------------------------------------- | ----------------- | --- |
| 1     | 4 янв.   | Ми-8Т RA-25359               | Ненецкий АО                                       | 0/6               | При заходе на посадку в условиях ограниченной видимости (обильный снегопад) вертолёт снизился до опасной высоты и задел рулевым винтом землю в 750 м от посадочной площадки. Машина упала, опрокинулась на левый борт и разрушилась. Члены экипажа и пассажиры получили травмы различной степени тяжести. |
| 2     | 15 марта | Ми-8МТВ-1 EX-905             | перевал Туругарт, 450 км юго-восточнее Бишкека    | 2/24              | Ошибка экипажа. Во время полёта в условиях недостаточной видимости (снегопад, низкая облачность) в гористой местности экипаж потерял визуальный контакт с землёй. В результате чего вертолёт снизился на опасную высоту и столкнулся с землёй. Машина получила значительные повреждения, погибли пассажир и член экипажа. |
| 3     | 8 апр.   | Ми-8 н.д.                    | близ Читы, Антипиха                               | 1/12              | Вертолёт МВД России. При выполнении учебно-тренировочного полёта, во время захода на посадку, в редукторном отсеке начался пожар. Экипаж предпринял вынужденную посадку, но на высоте около 10 м машина потеряла управление и, упав на землю, сгорела. При эвакуации погиб один из пассажиров, остальные находившиеся на борту получили травмы и ожоги различной степени тяжести. |
| 4     | 29 июня  | / Ми-8МТВ-1 RA-27113         | близ Энгемы                                       | 24/24             | При выполнении перелёта по заявке ООН вертолёт в горизонтальном полёте столкнулся с деревьями на склоне горы, разрушился и сгорел. Все находящиеся на борту погибли. Из-за недостатка информации (сгорели бортовые самописцы, отсутствовали свидетели) причины катастрофы остались невыясненными. |
| 5     | 6 июля   | Ми-8 н.д.                    | 80 км от Тулы                                     | 4/4               | Вертолёт ВВС России. При полёте на высоте около 3000 м экипаж доложил о возникшей неисправности и пошёл на вынужденную посадку. Позднее машина была найдена разбившейся на земле, экипаж погиб. Возможные причины: обледенение или некачественное топливо. |
| 6     | 5 авг.   | Ми-8Т RA-06174               | ЯНАО, 2 км от посёлка Вынгапуровский              | 16/16             | При заходе на посадку резко снизился и столкнулся с деревьями не долетев до посадочной площадки. В результате столкновения с землей вертолёт полностью разрушился и частично сгорел. Комиссия, расследовавшая катастрофу, выявила отказ техники из-за брака, допущенного при ремонте машины. |
| 7     | 25 авг.  | Ми-8Т RA-25141               | Ненецкий АО                                       | 0/6               | Ошибка экипажа. При попытке взлёта с увязшей в грунте левой стойкой шасси и ветре, сила которого превышала допустимые для взлёта значения, вертолёт накренился и задел лопастями несущего винта землю. Далее лопастями обрубило хвостовую балку, обломками был повреждён двигатель и начался пожар. Машина сгорела, члены экипажа и пассажиры получили травмы различной степени тяжести. |
| 8     | 3 сент.  | Ми-8Т UR-CEC                 | близ Орена                                        | 5/5               | Экипаж участвовал в тушении пожара в гористой местности с помощью прицепного устройства забора воды. После взлёта с посадочной площадки устройство забора воды попало в рулевой винт, вертолёт потерял управляемость, столкнулся с землёй, разрушился и сгорел. |
| 9     | 5 сент.  | Ми-8 н.д.                    | Ингушетия, близ Карабулака                        | 2/3               | Вертолёт ВВ МВД России при полёте в сложных метеоусловиях столкнулся со склоном горы. |
| 10    | 7 сент.  | Ми-8МТ н.д.                  | Камчатская область, Усть-Маимля                   | 0/н.д.            | Сразу после взлёта вертолёт авиации РВСН начал неконтролируемое левое вращение, парировать которое экипаж не смог. Выполнив несколько витков вертолёт ударился передней и правой основной стойками шасси о склон оврага, зацепил лопастями несущего винта о землю и опрокинулся на правый борт. Машина получила значительные повреждения и загорелась, экипаж и пассажиры эвакуировались. |
| 11    | 14 сент. | Ми-8Т RA-24622               | Ненецкий АО, 12 км юго-восточнее Волонги          | 0+1/4             | Ошибка экипажа. При попытке взлёта с увязшими в грунте колёсами шасси и сильном боковом ветре вертолёт накренился на бок, задел лопастями несущего винта землю и опрокинулся, получив значительные повреждения. От разлетающихся частей разрушенных лопастей несущего винта погиб турист, находящийся недалеко в палатке. Четыре других туриста, также находящихся на земле, получили травмы различной степени тяжести. |
| 12    | 25 сент. | Ми-8Т RA-24711               | Тува, 160 км от Кызыла                            | 0/16              | При заходе на посадку на площадку, подобранную с воздуха, в неблагоприятных метеоусловиях (ливневый дождь), экипаж потерял визуальный контакт с земными ориентирами. В дальнейшем, в процессе маневрирования вертолёта на предельно малой высоте в условиях ограниченной видимости, произошло соударение одной из лопастей несущего винта по хвостовой балке и, как следствие, отрыву части лопасти и разрушению балки. Вертолёт опрокинулся на правый борт получив при этом значительные повреждения. Экипаж и пассажиры не пострадали. |
| 13    | 3 нояб.  | Ми-8Т RA-22685               | Красноярский край, в 10 км от аэропорта Туруханск | 0/24              | Примерно через 8 минут после взлёта при неблагоприятных метеоусловиях (обильный снегопад) на высоте 990 м произошло самовыключение двигателей из-за попадания в них осадков. Попытки запуска двигателей в воздухе не увенчались успехом и экипаж выполнил вынужденную посадку в пересеченной местности на замерзшую поверхность небольшого озера. Машина получила значительные повреждения. |
| 14    | 4 нояб.  | Ми-8Т RA-22791               | ХМАО, близ Ханты-Мансийска                        | 1/19              | Ошибка экипажа. При взлёте вертолёт попал в снежный вихрь, поднятый несущим винтом, и экипаж частично потерял связь с наземными ориентирами. Из-за ошибок при пилотировании машина сместилась с посадочной лпщадки и опустилась ниже неё в сторону реки, задела левым колесом основной стойки шасси за откос берега и упала получив значительные повреждения. Экипаж и пассажиры получили травмы различной степени тяжести, один из пассажиров скончался по дороге в больницу. |
| 15    | 4 нояб.  | Ми-8Т RA-24562               | Якутия, посёлок Арбынцы                           | 0/4               | При заходе на посадку в тёмное время суток из-за поднятого несущим винтом снежного вихря экипаж потерял связь с наземными ориентирами и совершил ряд ошибок при пилотировании. В результате машина передней стойкой шасси и лопастями несущего винта задела землю, упала и получила значительные повреждения. |
| 16    | 26 нояб. | Ми-8Т RA-25967               | Томская область, Парабельский район               | 0/9               | Ошибка экипажа. При заходе на посадку КВС допустил высокую вертикальную скорость (более 4 м/с). Вертолёт грубо приземлился рядом с посадочной площадкой и разрушился. Экипаж и пассажиры не пострадали. |
| 17    | 27 нояб. | Ми-8Т RA-22643               | Камчатская область, склон вулкана Горелый         | 5/5               | Ошибка экипажа. При полёте в гористой местности при неблагоприятных метеоусловиях (низкая облачность) вертолёт столкнулся со склоном вулкана на высоте 1100 м. |
| 18    | 29 нояб. | Ми-8МТ RA-22502              | Хабаровский край, 150 км от Комсомольска-на-Амуре | 0/9               | В нарушение полётного задания экипаж изменил маршрут, совершил две несанкционированные посадки для подбора пассажиров и вылетел на браконьерскую охоту на лосей в Комсомольский заповедник. Отстрел животных производился с борта вертолёта через дверь грузовой кабины. После отстрела нескольких лосей экипаж принял решение о перевозке убитых животных на внешней подвеске, используя веревку, закрепленную в проёме двери. Подбор убитых животных осуществлялся в режиме висения вертолёта над местом, осмотр которого предварительно не производился. В процессе одного из заходов на посадку экипаж допустил ошибки в технике пилотирования, что привело к попаданию вертолета в режим «вихревого кольца». Несмотря на предпринятые действия, вертикальная скорость снижения увеличилась до 8—10 м/с, что привело к грубому приземлению машины и последующему её разрушению. |